# Бизяев, Василий Васильевич
Василий Васильевич Бизяев (род. 6 июня 1982, Москва) — российский хоккеист, нападающий.

## Биография
Воспитанник ЦСКА. Начинал играть в ХК ЦСКА и ХК ЦСКА-2 в сезоне 1999/2000. На драфте НХЛ 2000 года был выбран в 7-м раунде под общим 213-м номером клубом «Баффало Сейбрз». Сезон 2000/01 провёл в команде OHL «Китченер Рейнджерс». В сезоне 2001/02 сыграл три матча за ЦСКА в Суперлиге и 4 матча за ЦСКА-2 — пропустил сезон из-за травмы правого колена. В дальнейшем выступал за МГУ-«Пингвины» и «Титан» Клин (2002/03), «Рыбинск», «Кедр» Новоуральск, «Десну» Брянск (все — 2003/04), «Крылья Советов» и «Крылья Советов-2» (2004/05 — 2005/06), «Брест» (9 матчей в чемпионате Белоруссии 2005/06), «Южный Урал» Орск (2006—2007).
В конце 2007 года перенёс операцию по поводу разрыва внутреннего мениска, собирался вернуться на лёд, но закончил профессиональную карьеру. Играл за любительские клубы России и Украины. С 2023 года — главный тренер команды МГСУ.